# インターL
インターL（インターエル）は自転車部品メーカーシマノが製造している自転車用発電機である。

## 構造
車輪の軸部分（真ん中）にハブダイナモという発電機が付いていて、車輪の回転に合わせて磁石が回転し、電磁誘導により発生した誘導電流によってライトを点ける。

## 搭載車
まだ内装変速や、ローラーブレーキほど浸透してはいないが、かなり増えつつある。シティサイクル、軽快車、折り畳み自転車など車種を問わず付いている。

## 種類
2005年頃までは普及型のくびれのあるタイプだったが、2006年からはくびれの無い筒型のものに替わってきている。色も前者は艶の無い渋いシルバーだったが、後者は光沢のあるステンレスのような色のシルバーである。モデルチェンジと思われる。